# Seekarspitze (Schladminger Tauern, 2500 m)
Die Seekarspitze ist ein 2500 m ü. A. hoher Gipfel in den Schladminger Tauern. Sie erhielt – wie einige andere österreichische Berge – ihren Namen aufgrund des Bergsees, der sich nach der Eiszeit in ihrem nördlichen Kar gebildet hat.
Das Massiv der Seekarspitze hat einen Y-förmigen Grat (darin liegt sozusagen der See), dem nach Süden ein 2300 m hoher (unbenannter) Gipfel und dann der Doppelgipfel von Kitzbergspitze (2466 m) und Predigtstuhl (2543 m) folgen. Östlich liegt das Schönkar mit drei kleinen Seen, nördlich (jenseits des Seekars) in nur 700 Meter Entfernung die Ghagspitz (2431 m), von wo sich der Kamm langsam zur Schönleitenscharte (2200 m) senkt.
Das Gestein besteht großteils aus kristallinem Schiefer, weshalb das Massiv – wie die gesamte Gebirgsgruppe – sehr wasserreich ist. Die bekannteste Bestätigung dafür ist der Klafferkessel, der mit seinen Dutzenden Seen etwa zehn Kilometer westlich liegt. 